# Liste der Schweizer Botschafter in Bulgarien
Schweizer Botschafter in Bulgarien.

## Missionschefs

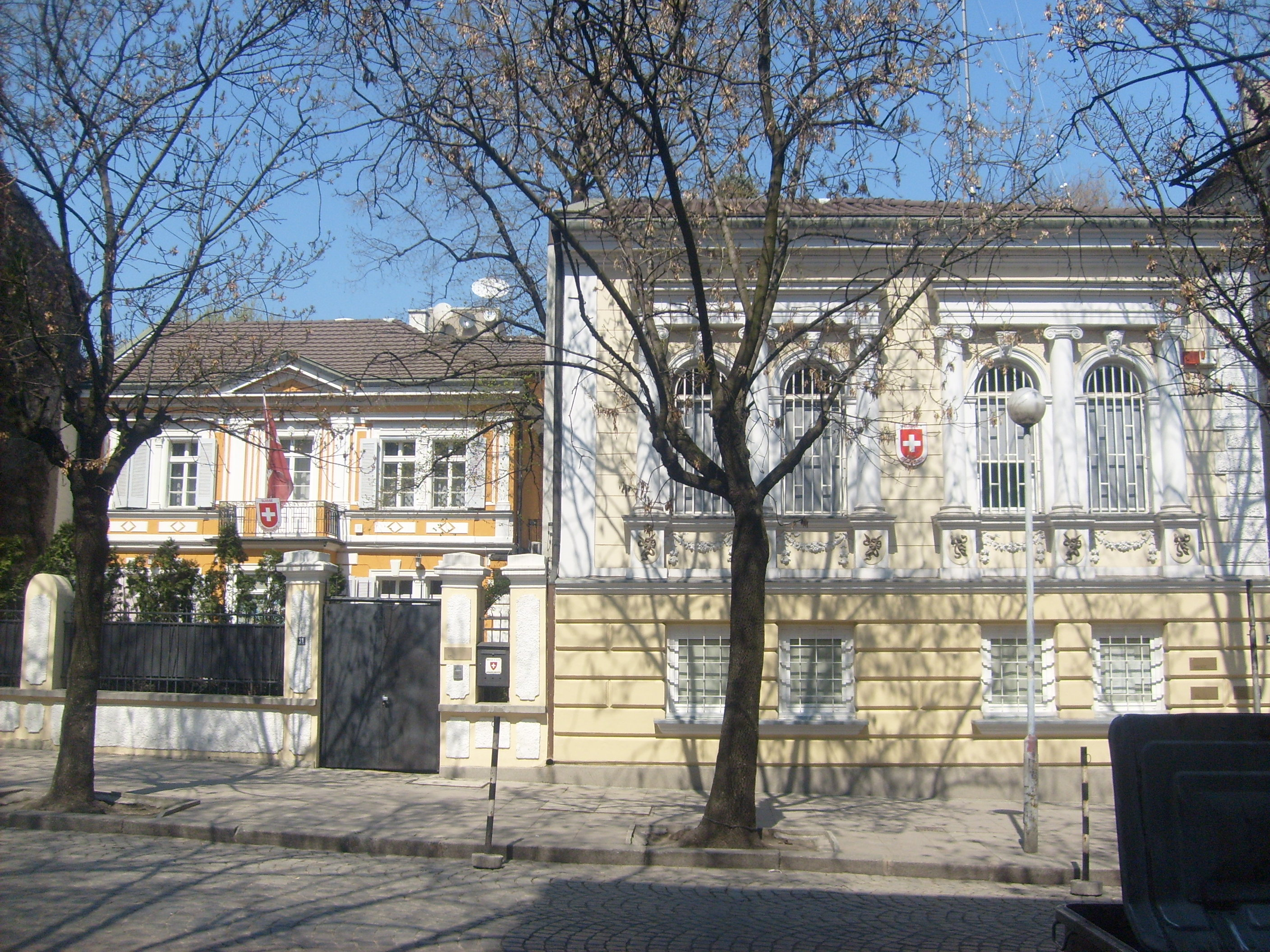
Schweizerische Botschaft in Sofia

- 1937: Henri François Martin (1878–1959), Gesandter mit Sitz in Ankara
- 1937–1945: Etienne Lardy (1886–1970), Gesandter mit Sitz in Ankara
- 1945–1946: Charles Arthur Redard (1884–1954), Gesandter
- 1946–1948: Charles von Jenner (1886–1970)
- 1948–1951: Walter Hofer (1901–1962), Geschäftsträger
- 1951–1952: Alfred Rappard (1916–1997),
- 1956–1962: Walter Jaeggi (1913–1982),
- 1962–1966: Lucien Guillaume (1908–1991),
- 1966–1973: Lucien Guillaume (1908–1991), Botschafter
- 1973–1976: Friedrich Schnyder (1917–2003)
- 1976–1982: Gilbert de Dardel (1917–2007)
- 1982–1986: André Coigny (1925–)
- 1986–1989: Michael von Schenk (1931–)
- 1989–1992: Harald Borner (1933–)
- 1992–1995: Arnold Hugentobler (1930–)
- 1995–2000: Gaudenz Ruf (1941–)
- 2000–2004: Pierre Luciri (1942–)
- 2004–2006: Rudolf Knoblauch (1951–)
- 2006–2010: Thomas Feller (1949–)
- 2010–2013: Regina Escher
- 2013–2018: Denis Knobel
- 2018–2021: Muriel Berset Kohen
- seit 2021: Raymund Furrer

In den Jahren von 1937 bis 1945 wurden die Missionschefs von der Gesandtschaft in Ankara akkreditiert. Ab 1945 erhielt Sofia den Status einer selbständigen Gesandtschaft, seit 1963 den einer Botschaft.